# 十日市町・土橋
十日市町（とうかいちまち）及び土橋（どはし）は、広島市中区の中央部に位置する地区である。

## 定義
- 東…旧太田川（本川、ほんかわ）
- 西…天満川
- 南…平和大通り
- 北…城南通り

## 地理
- 広島市中区中心部を流れる旧太田川と天満川に挟まれた三角州に位置し、北側に中区広瀬（ひろせ）地区と寺町、南側は舟入地区。西側は天満川を挟んで西区天満町と観音地区、東側は旧太田川を挟んで広島平和記念公園（住所は中区中島町（なかじまちょう））に隣接している。
- 十日市町・土橋は中四国最大の繁華街紙屋町・八丁堀に近く、また広電路面電車の十日市町電停と土橋電停があり、両電停とも乗り換えなしで全ての路線（広島駅・横川駅・江波（えば）・広島港・西広島駅・宮島口行き）に行けることや、路線バスも北方面及び西方面のバスが通っているなどかなり利便性が良い。

## 地名と歴史について

### 地名の読み
- 広島市による「十日市町」、「土橋」の読みはそれぞれ「とうかいちまち」、「どはし」である[1]。土橋を「どはし」と読むのは「どばし」では濁点が4つになり不吉であるからという[要出典]。しかし、「どはし」はあくまで正式名称であり、以前から定着している「どばし」と呼ぶ者が圧倒的に多い。
- 町内にある広島電鉄の電停名は十日市町電停が「とうかいちまち」と読み、土橋電停は「どばし」と読む。

### 地名の由来
- 十日市町は10日に市が開かれていたことから付けられた地名で、毛利氏が吉田郡山城（安芸高田市吉田町）から広島城に移った際、吉田で行われていた10日の市を現在の十日市町で行うようになったため「十日市」と呼ばれるようになったと言われる。
- 土橋町は昔、土橋がかけられていたことからその名がつけられた。原爆が投下されるまでは広島本通商店街から中島地区（現在の広島平和記念公園内）、そして堺町、土橋と長い商店街がつらなっていて、繁華街の一部であった。

### 住居表示
- 本川町（ほんかわちょう）1〜3丁目
- 十日市町（とうかいちまち）1・2丁目
- 西十日市町（にしとうかいちまち）
- 広瀬町（ひろせまち）
- 猫屋町（ねこやちょう）
- 榎町（えのまち）
- 堺町（さかいまち）1・2丁目
- 土橋町（どはしちょう）
- 小網町（こあみちょう）

## 交通

### 路面電車
- 広島電鉄
  - 本線
    - 本川町電停 - 十日市町電停 - 土橋電停 - 小網町電停
    - 小網町電停の先に広電天満橋が架かる。

  - 横川線
    - 土橋電停 - 寺町電停（江波方面ホーム）

  - 江波線
    - 十日市町電停 - （舟入町電停）

### バス
- 広島バス・広電バス・広島交通・JRバス中国
  - 「十日市」
  - 「本川町」
  - 「西十日市」
  - 「堺町」
  - 「広瀬町」　ほか

### 道路
- 国道183号 - 相生通り・寺町通り
  - 相生橋
- 広島県道265号伴広島線 - 寺町通り
  - 天満橋
- 広島市道横川江波線 - 寺町通り
- 広島市道天満矢賀線 - 相生通り
  - 広瀬橋
- 広島市道中広宇品線 - 城南通り
  - 空鞘橋、中広大橋
- 広島市道比治山庚午線 - 平和大通り
  - 緑大橋、西平和大橋
- 本川橋

## 出身有名人
- 下村幸男（サッカー選手・監督。十日市町出身。）
- 原田真二（シンガーソングライター。榎町出身。）
- 平幹二朗（俳優・演出家。小網町出身。）